# Sturt-Nationalpark
Der Sturt-Nationalpark ist ein Nationalpark im äußersten, trockenen Nordwesten des australischen Bundesstaates New South Wales, 1059 km nordwestlich von Sydney. Der 1972 eingerichtete Park wurde nach dem Entdecker Charles Sturt benannt. Er bedeckt 340.000 Hektar und ist damit einer der größten Nationalparks in New South Wales. Im Park kann man die typische Outback-Szenerie mit flachen, rotbraunen Landschaften beobachten. Der Nationalpark entstand aus fünf Schaffarmen. Der Sturt-Nationalpark wurde in der britischen Fernsehdokumentation Planet Erde erwähnt. Der Dingozaun verläuft entlang der Nordgrenze des Parks.

## Flora und Fauna
Im Park finden sich große Populationen des Roten Riesenkängurus und des Westlichen Grauen Riesenkängurus. Die Vegetation besteht hauptsächlich aus Mulgabüschen und trockenem Buschland. Nach längerem Regen verwandelt sich die raue Landschaft vollständig durch das Aufkeimen von Wildblumen, wie z. B. der Feuererbse (Sturt’s Desert Pea, Swainsona formosa).

## Sehenswürdigkeiten
Im Park findet man Køkkenmøddinger und Steinrelikte der Aborigines. Es gibt viele Wanderwege und ein ausgedehntes Straßennetz. Die meisten Straßen im Park sind unbefestigt und mit Schotter belegt, wobei einige Strecken auch auf Sand verlaufen. Alle sind mit konventionellen Straßenfahrzeugen zu befahren. Nur nach heftigen Regenfällen benötigt man ein Fahrzeug mit Allradantrieb.
Im Osten des Parks liegen Flussauen, die mit einzelnen Bäumen gespickt sind. Sie weichen dann kleinen, felsigen Canyons und Bachbetten. Hier liegen die Aussichtspunkte Mount Wood und Gorge Lookout und der Zeltplatz Mount Wood.
Im Zentrum des Parks findet man The Olive Downs – auch “Jump-Up-Country” genannt –, das mit flachgipfligen Tafelbergen, die bis zu 150 m über die umgebenden Ebenen ansteigen, Granit-Aufschlüssen und flachen Tälern aufwartet. Die "Jump-Ups" sind Reste eines alten Gebirgszuges. Hier befindet sich der zweite Zeltplatz des Parks, der Dead Horse Gully. Zwischen den Felsblöcken nördlich von Tibooburra gibt es einen weiteren Zeltplatz. Alle Campingplätze besitzen Toiletten, Gaskocher und Wasseranschlüsse.
Ganz im Westen des Nationalparks lösen die Sanddünen der Strzelecki-Wüste den harten Wüstenboden ab. Die Cameron Corner (Punkt, an dem die Bundesstaaten New South Wales, Queensland und South Australia zusammentreffen) ist ein entlegener, aber beliebter Treffpunkt für Touristen. In der Nähe befindet sich der vierte Zeltplatz des Parks, Fort Grey, und eine geschichtlich interessante Stelle: Die Bauernhöfe und Überreste des Entdeckers Charles Sturt. Das Fort besteht aus Palisaden, die Sturts Vorräte bewahren und die Schafe der Expedition am Davonlaufen hindern sollten. Auf der Suche nach dem sagenumwobenen Binnenmeer verbrachte Captain Sturt, nach dem Park benannt wurde, ein Jahr in der Gegend.

## Bilder

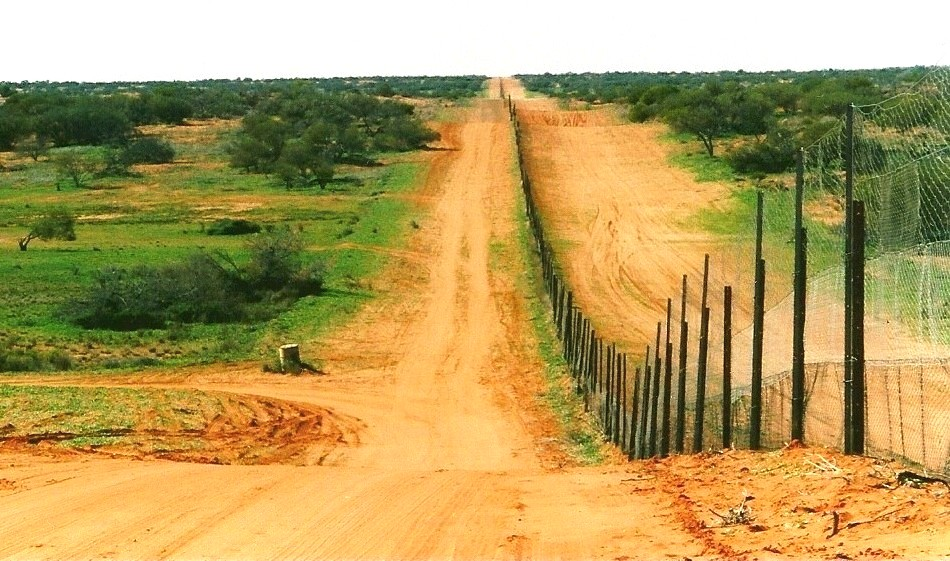
Dingozaun an der Cameron Corner
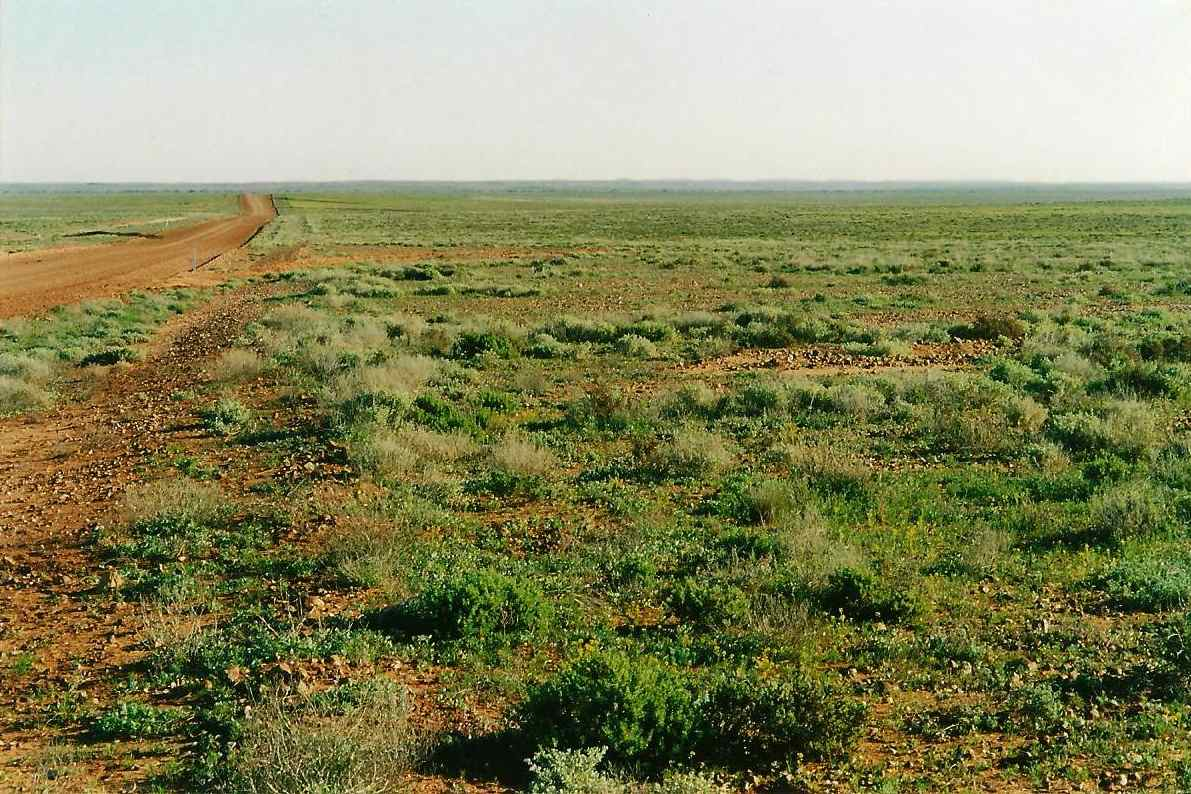
An der Straße nach Tibooburra nach heftigen Regenfällen
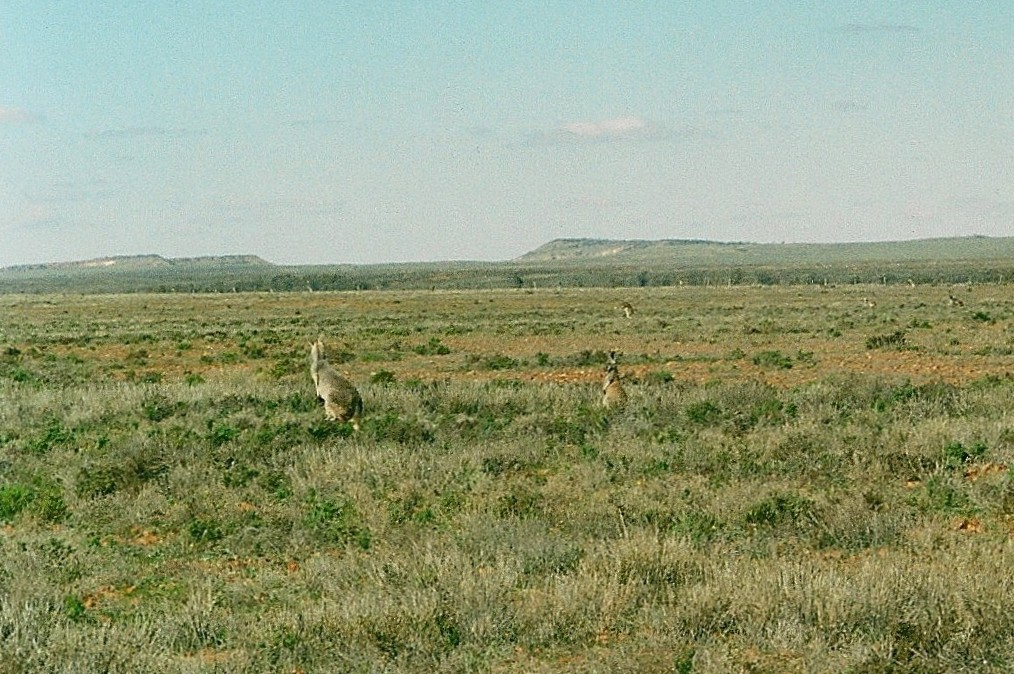
Westliche graue Riesenkängurus im Nationalpark
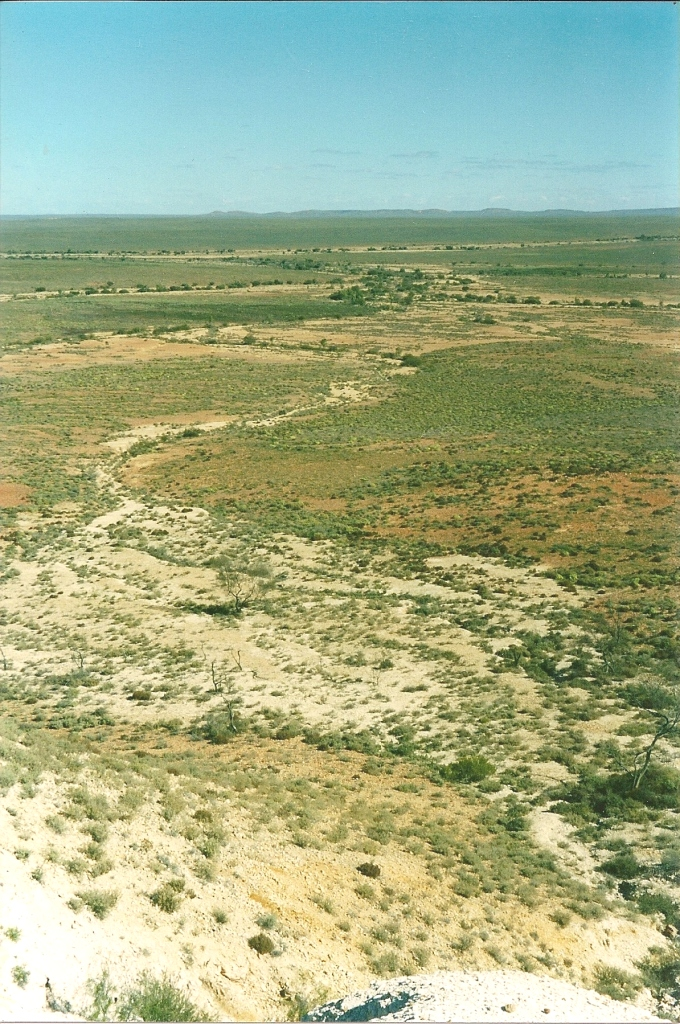
Trockenes Bachbett bei der Olive Downs Station